# Urtica dioica
L'ortica comune (Urtica dioica L., 1753) è una pianta erbacea perenne dioica, nativa dell'Europa, dell'Asia e del Nord Africa.
È la più conosciuta e diffusa specie del genere Urtica. Possiede peli che, quando si rompono, rilasciano un fluido che causa bruciore e prurito.
La pianta è nota per le sue proprietà medicinali, per la preparazione di pietanze e, nel passato, per il suo esteso uso nel campo tessile.

## Etimologia
Il nome Urtica deriva dal latino urere, bruciare, a indicare l'effetto delle sostanze irritanti contenute nei peli.

## Descrizione

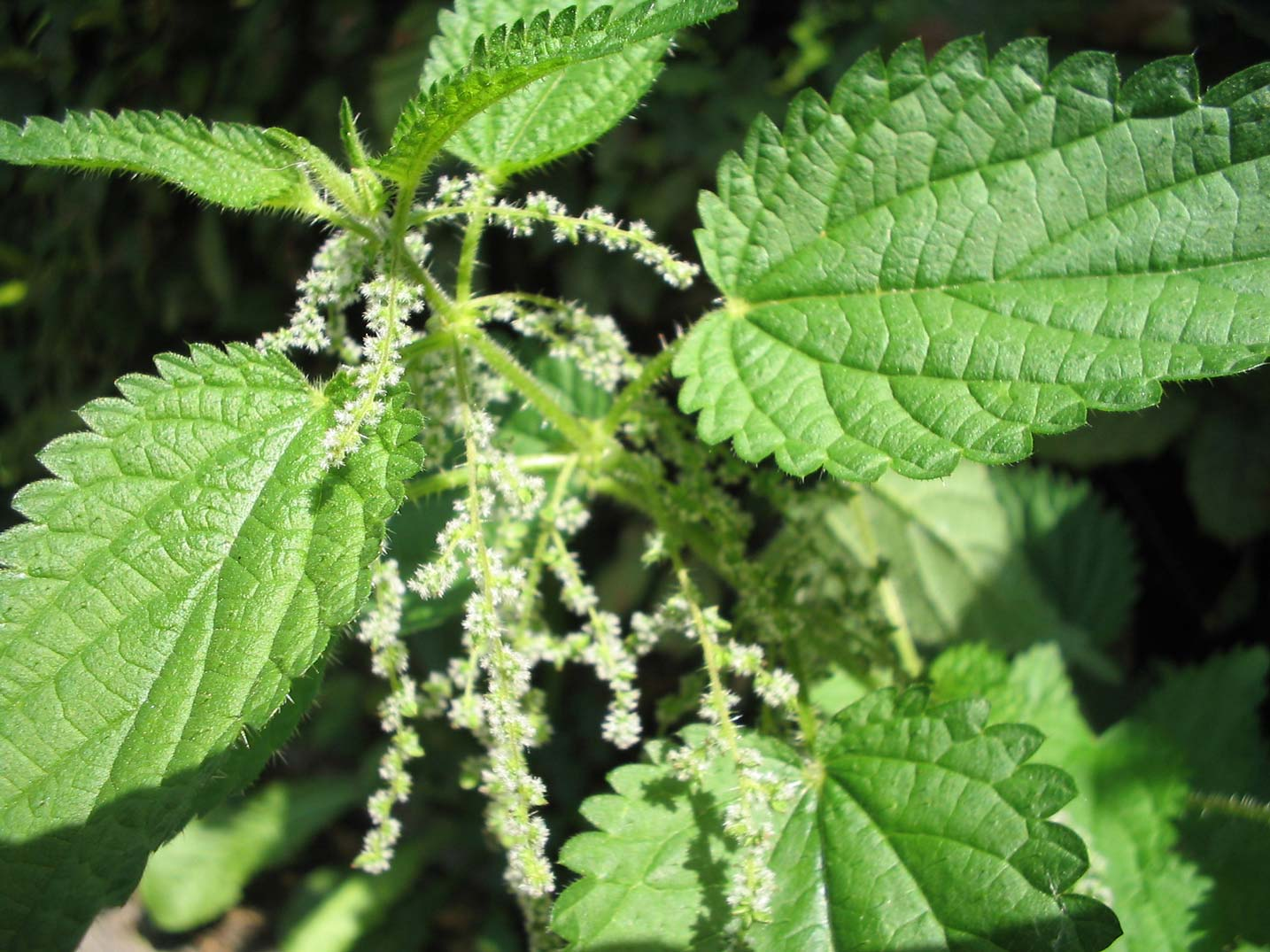
Fiori femminili

L'ortica è una pianta erbacea perenne, decidua, alta tra i 30 e i 250 centimetri. Ha un fusto eretto, poco ramificato, densamente peloso, striato e, in alto, scanalato a sezione quadrangolare di un diametro tra i 3 e i 5 millimetri.
La pianta si diffonde anche grazie al vigoroso rizoma strisciante, cavo e molto ramificato, da cui nascono nuove piante.
Le foglie sono grandi, ovate e opposte, lanceolate, seghettate e acuminate, verde scure nel lato superiore, più chiare e pelose nel lato inferiore. La lamina è lunga fino a due volte il picciolo.

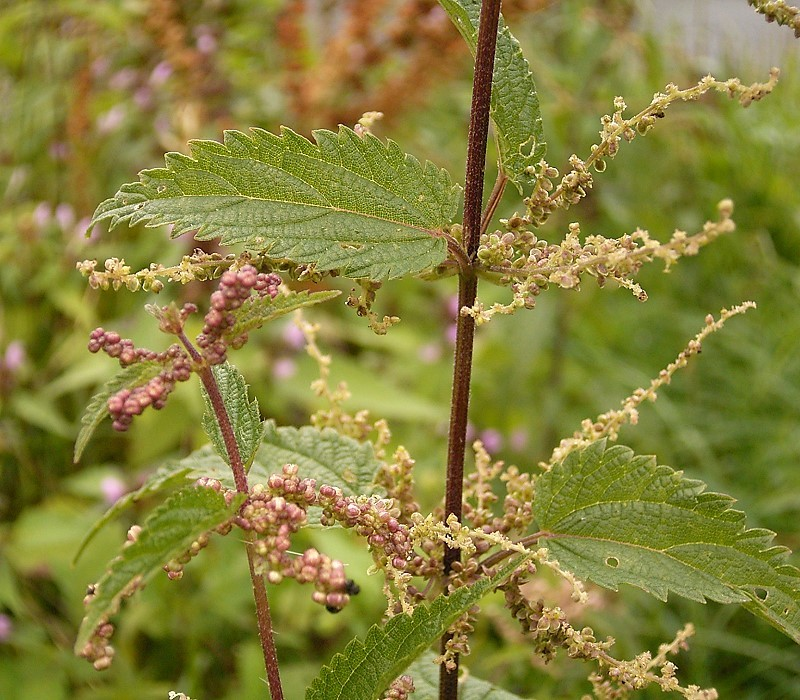
Fiori maschili

Come marcato nel nome, l'U. dioica è una pianta dioica: i fiori femminili e quelli maschili sono portati da piante distinte. I fiori femminili sono raccolti in lunghe spighe pendenti, mentre i fiori maschili sono riuniti in spighe erette. Entrambi hanno quattro tepali che racchiudono i quattro stami (nei fiori maschili) o l'ovario (nei fiori femminili).
Dai fiori femminili si sviluppa un achenio ovale, con un ciuffo di peli all'apice, lungo fino a 1,3 mm e largo fino a 0,9 mm, che contiene i semi.

### Sostanze urticanti

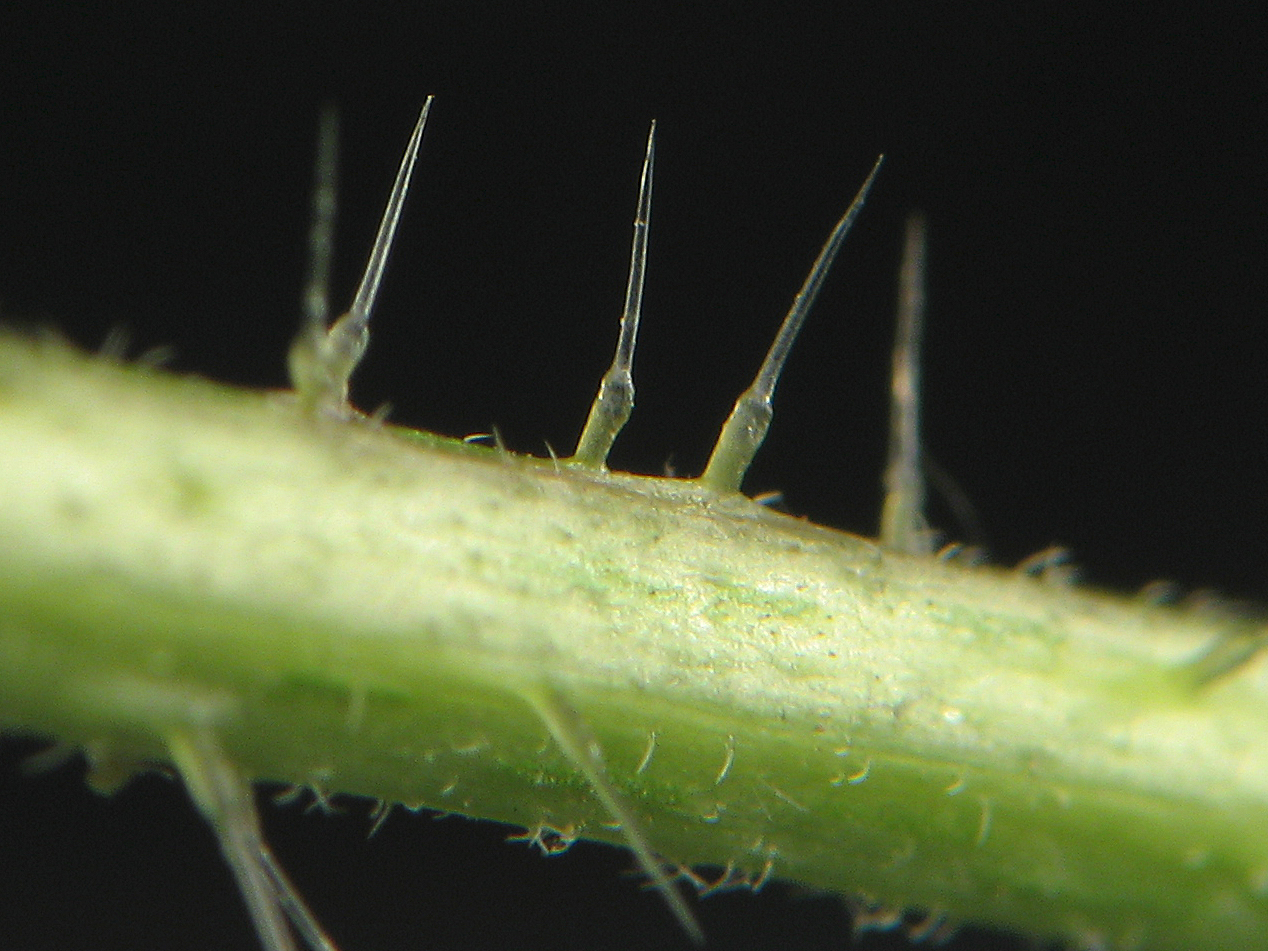
Ingrandimento dei peli dell'Urtica dioica: si riconosce la parte sferica contenente la tossina urticante

Foglie e fusti sono ricoperti da tricomi, i peli contenenti la sostanza urticante che la pianta adotta a scopo difensivo. L'apice dei peli possiede una piccola sfera che, rompendosi, lascia uscire un fluido irritante per la pelle di uomini e animali. Il pelo è costituito da un'unica cellula allungata, con pareti calcificate, mentre la punta è silicizzata e si riforma facilmente.
L'irritazione causa la formazione di piccoli eritemi sulla pelle, ed è associata ad una sensazione di prurito e intorpidimento che dura da pochi minuti ad alcune ore.
Le tossine presenti nel fluido risultano essere serotonina, istamina, acetilcolina, acido acetico, acido butirrico, leucotrieni e acido formico. L'esatta formulazione non è stata completamente studiata, a causa della difficoltà di estrarre le sostanze chimiche dai peli.

## Biologia

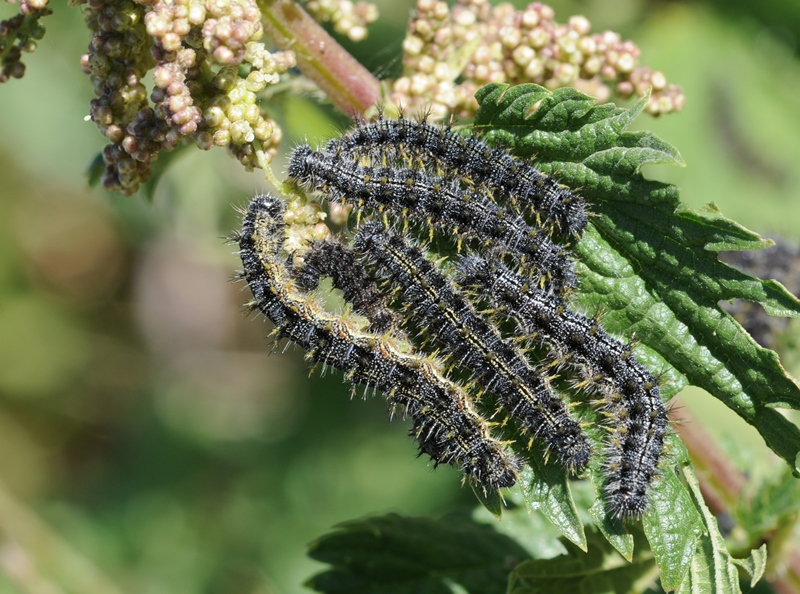
L'ortica è la pianta nutrice dei bruchi della Vanessa dell'ortica.

L'ortica ospita almeno un centinaio di insetti, ad esempio il miride Liocoris tripustulatus e la trioza dell'ortica (Trioza urticae). Le foglie sono alimento dei bruchi delle farfalle Occhio di pavone e Vanessa dell'ortica.

## Distribuzione e habitat
U. dioica è ampiamente diffusa in Europa, la maggior parte dell'Asia e Nord Africa; è stata inoltre introdotta in America. In Italia si trova in tutte le regioni fino a 1.800 m di quota.
In genere cresce nei campi e nei terreni incolti, prediligendo luoghi umidi e ricchi di azoto, meglio se ombrosi, come le radure dei boschi, i bordi dei corsi d'acqua (specialmente quelli inquinati), attorno alle rovine di abitazioni. Sulle Alpi è comune nei campi concimati con letame.
Spesso condivide lo stesso habitat con altre erbe, come l'artemisia, la malva, il sambuco e la parietaria.

## Tassonomia
L'ortica è stata classificata nel 1753 da Linneo nel suo Species Plantarum.
In Europa sono state descritte due sottospecie di U. dioica: 
- Urtica dioica subsp. dioica, la più diffusa, caratterizzata dalla presenza dei peli urticanti
- Urtica dioica subsp. subinermis, senza peli urticanti.[12]

### Specie simili
Con il nome di ortica ci si può riferire anche ad altre specie del genere Urtica, sebbene la dioica sia la più diffusa. In Italia si incontra frequentemente anche l'Urtica urens, una specie annuale più piccola e pungente dell'U. dioica, l'Urtica membranacea e l'Urtica pilulifera, meno pelose e i cui fiori tendono al viola.
Per la somiglianza delle foglie, l'ortica può essere confusa con le piante del genere Lamium, come ad esempio la falsa ortica, che tuttavia non irritano se toccate e i cui fusti e fiori sono marcatamente differenti.

## Usi
Le piante del genere Urtica sono utilizzate e coltivate dall'uomo sin dall'antichità per la produzione di fibre, per le loro applicazioni medicinali e per preparazioni alimentari.

### Ambito tessile

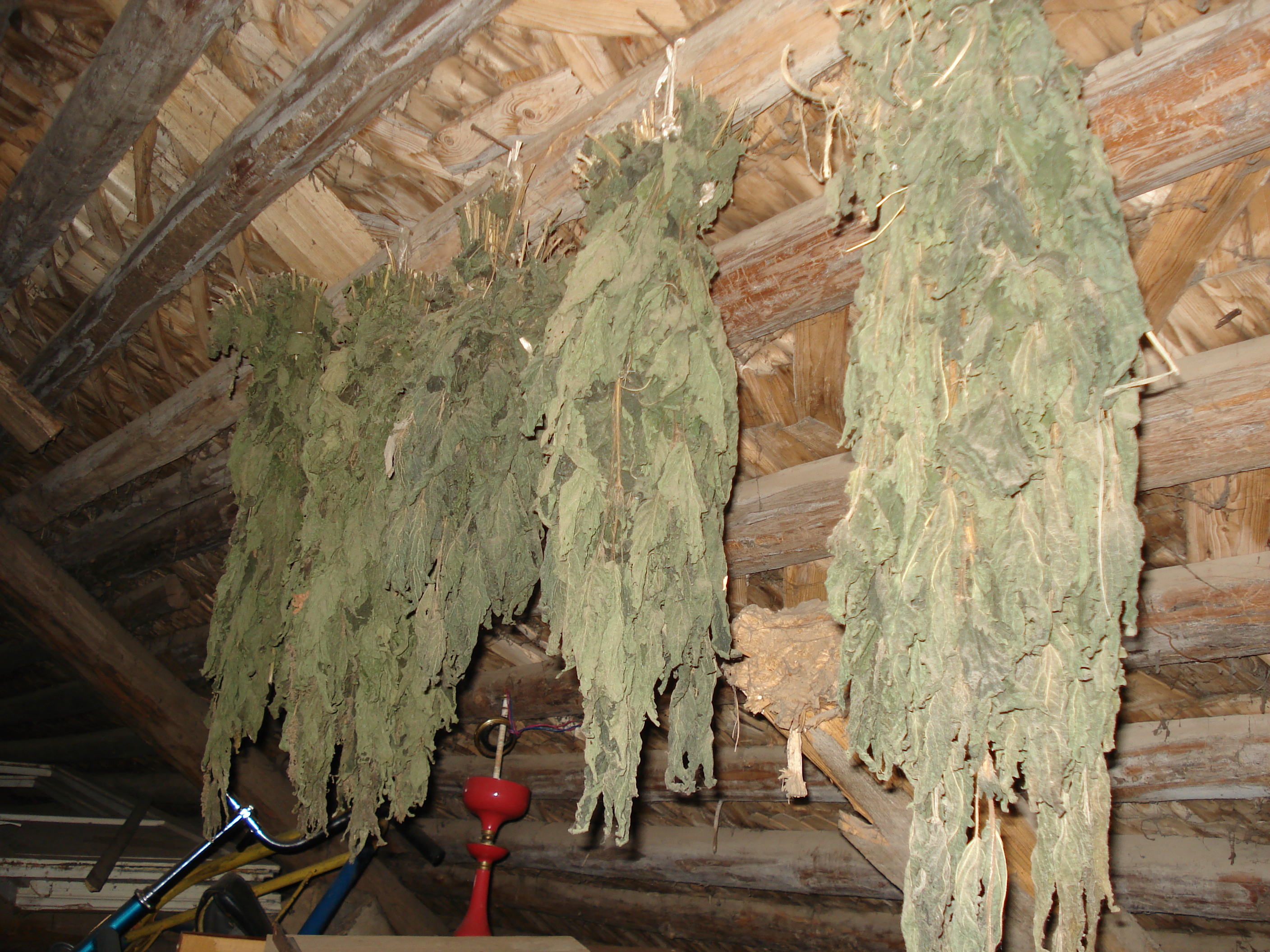
Essiccazione dell'ortica

L'ortica ha una lunga storia nel campo tessile per la produzione di fibre, utilizzate per vestiti, carta, teli, sacchi e cordami. In Danimarca sono stati scoperti sudari funebri, risalenti all'età del bronzo, prodotti con la fibra dell'ortica. La coltivazione industriale iniziò dal XIX secolo, e durante la prima guerra mondiale fu utilizzata in Europa come sostituto al cotone; ma con l'arrivo di tessuti più economici, la coltivazione di ortica terminò dopo la seconda guerra mondiale. Dagli anni '90 industrie tessili in Austria, Germania, Lettonia e Finlandia hanno avviato alcune ricerche per riprendere la produzione dei tessuti dall'ortica.
Gli steli legnosi degli esemplari adulti sono macerati, disidratati e battuti, ottenendo così fibre che possono essere separate a mano per tessere stoffe (ramia) simili alla canapa o al lino.
Le foglie verdi, che contengono grandi quantità di clorofilla, erano usate per la colorazione dei tessuti delicati.

### Medicina popolare
U. dioica e altre specie di Urtica sono utilizzate contro le artriti sin dall'Antico Egitto. Usi medicinali dell'ortica sono riportati da Teofrasto, Plinio il Vecchio, Ippocrate e numerosi antichi greci: i soldati romani, ad esempio, la utilizzavano per trattare la stanchezza muscolare e i reumatismi. Diversi usi della pianta sono stati descritti su testi di medicina e botanica, dal medioevo fino ai giorni nostri.
Le applicazioni sfruttano le proprietà stimolanti e irritanti dei peli, e includono il trattamento di anemie, reumatismi, artriti, eczemi, asma, infezioni della pelle, dolori intestinali, oppure sono tradizionalmente impiegate come shampoo per la calvizie, o contro le emorroidi e la gotta.
Studi moderni provano l'efficacia dell'uso medicinale di U. dioica e U. urens contro artriti, reumatismi, riniti allergiche, infezioni del tratto urinario, problemi cardiovascolari e per il trattamento dell'ipertrofia prostatica benigna.

### Cucina
Le ortiche sono usate in cucina dai tempi dei Greci e dei Romani in tutta Europa, e costituiscono ancor oggi un alimento diffuso nelle aree rurali. I germogli e le foglie ancora tenere si raccolgono in primavera, prima della fioritura. La cottura distrugge i peli urticanti.
L'ortica contiene una quantità significante di minerali, come calcio, ferro e potassio, vitamine (vitamina A, vitamina C), proteine e amminoacidi, che ne fanno un alimento ad alto valore nutritivo. I valori nutrizionali variano a seconda del periodo di raccolta e diminuiscono con la preparazione e la cottura. È sconsigliata a pazienti diabetici, alle donne in gravidanza o durante l'allattamento.
Le foglie e i germogli si usano nei risotti, nelle tagliatelle verdi, nei tortelli (nella sfoglia e/o nel ripieno), nei minestroni, nelle zuppe, nelle frittate, nelle torte salate e nelle frittelle.

### Agricoltura biologica
Il macerato di U. dioica e U. urens viene utilizzato nell'agricoltura biologica per tenere lontani gli insetti, prevenire alcune malattie come l'oidio e la peronospora, rafforzare la resistenza delle piante e anche come pacciamatura, per migliorare la qualità dell'humus.